# Ben is Back
Ben is Back è un film del 2018 scritto e diretto da Peter Hedges, con protagonisti Julia Roberts e Lucas Hedges.

## Trama
Ben Burns, diciannovenne che sta in una comunità di recupero per alcolisti e tossicodipendenti, decide di passare le festività in famiglia, e la vigilia di Natale si presenta a casa senza preavviso, per la gioia di sua madre Holly, che è felice e lo accoglie amorevolmente nonostante la riluttanza della figlia adolescente Ivy e la preoccupazione di suo marito Neal, che teme che la presenza del figliastro possa far saltare gli equilibri della famiglia.
Si capisce presto che Ben non è ancora pronto per vivere al di fuori della comunità: mentre aiuta sua sorella con le faccende di casa è stranamente iperattivo, Holly lo tiene d'occhio, lo sottopone a un test delle urine che risulta negativo, cerca di passare più tempo possibile con lui accompagnandolo addirittura a un incontro di tossici e alcolisti anonimi. Effettivamente Ben sembra non drogarsi più da oltre due mesi ma si comporta in modo strano e sembra nascondere qualcosa. I due vanno in un centro commerciale con Holly intenzionata a far  provare a Ben dei vestiti (altro stratagemma per controllare che suo figlio sia pulito): qui Ben incrocia con disappunto lo sguardo di un conoscente e subito dopo riceve una strana telefonata, facendo credere a sua madre che si trattava del suo sponsor. Nel frattempo Holly, da sempre convinta che suo figlio sia stato iniziato alla droga e alla ricerca di un "colpevole" della sua tossicodipendenza, incontra l'ormai anziano ex dottore di Ben e lo accusa di avergli dato dei farmaci in passato che gli hanno creato dipendenza facendolo diventare un tossico. Mentre sono nel negozio di abbigliamento, Holly trova una busta di droga in possesso di Ben. I due litigano, ma la donna è decisa a dare a Ben una seconda possibilità e a passare il Natale con lui prima che questi torni in comunità.
Quella sera come da tradizione tutto il quartiere si ritrova in chiesa per la messa natalizia e Holly per l'occasione fa in modo che Ben sia molto elegante affinché possa fare una buona impressione durante l'evento. Il ragazzo infatti è malvisto dalla gente della zona in quanto tempo prima avrebbe trascinato nel giro della droga Maggie, una sua giovane amica in seguito morta per overdose. Anche in questo caso Holly è fermamente convinta che Ben sia innocente e che la madre di Maggie, un tempo sua amica, ce l'abbia con lei perché non accetta il fatto che Ben sia sopravvissuto. Tornati a casa si accorgono che qualcuno vi si è introdotto dentro e che Pons, il cane di Ben, non si trova più. È subito chiaro che la sparizione del cane è opera di qualcuno che ce l'ha con Ben. Questi ha un'accesa discussione con Neal, che lo accusa di aver portato solo guai, poi esce alla disperata ricerca di Pons cercando di capire chi può averlo preso. Sua madre lo segue con la scusa di aiutarlo nella ricerca, ma in realtà per evitare che faccia sciocchezze e soprattutto per conoscere i tanti segreti che suo figlio le ha nascosto. I due hanno un drammatico chiarimento: Ben confessa alla madre di non essere una vittima e di aver spacciato e derubato gente per strada pur di procurarsi la droga, che ha effettivamente tirato dentro Maggie e che a iniziarlo è stato un suo professore. Holly si sente in colpa in quanto ha capito che suo figlio ha sofferto molto quando si è separata da suo padre anni prima. Dopo essere stati aggrediti dal padre di Maggie, principale sospettato del rapimento, Ben e Holly incontrano Spencer, detto "Spider", amico d'infanzia di Ben: era lui ad averlo intercettato al centro commerciale. Ben lo aggredisce per farsi dire chi possa aver preso il cane, facendo in modo che la madre non lo sappia. In seguito, cerca in tutti i modi di convincerla a tornare a casa e a non preoccuparsi per lui, rivelando che la droga che gli ha trovato addosso ce l'aveva già in casa, nascosta tempo prima in soffitta e che, come ha ucciso Maggie, qualcun altro potrebbe farsi del male a causa sua. Holly non ha intenzione di lasciarlo da solo e sembra convincerlo, ma quando si fermano a un'area di servizio Ben scappa rubandole la macchina.
Disperata, Holly si presenta a casa della madre di Maggie e la mette al corrente della situazione. La donna si dimostra comprensiva e accetta di aiutarla prestandole la sua auto e dandole una fiala contenente una sostanza da iniettare per vie nasali al figlio in caso di overdose, la stessa con cui tentò invano di salvare sua figlia. Holly parte alla ricerca di Ben con l'aiuto di Ivy, che ha collegato al suo portatile i cellulari di tutta la famiglia in modo da poterli rintracciare da casa. Ivy guida sua madre fino al punto in cui si trova presumibilmente Ben, ma il ragazzo è stato più furbo e ha lasciato il cellulare in un cassonetto della spazzatura. Successivamente Holly si reca da Spencer e lo trova stravolto dalla droga. Quando gli chiede dove si trova suo figlio, questi per paura di ritorsioni non glielo dice e la supplica di dargli dei soldi per comprarsi una dose. Impietosita, Holly lo accontenta e gli chiede di chiamare sua madre per farle sapere che è ancora vivo.
Ben ha capito che a rapire Pons è stato Clayton, un trafficante a cui lui deve dei soldi e della cui banda ha fatto parte. Clayton, riavuti i soldi, gli chiede di fare un ultimo lavoro per lui, lavoro che Ben esegue con facilità e per ricompensa gli ridà il cane e gli lascia un'ultima dose di droga.
È ormai l'alba: Holly si è arresa e contatta Neal dicendogli che sta per tornare a casa, ma a un certo punto ci ripensa e va alla polizia con l'intenzione di denunciare suo figlio per il furto dell'auto: vuole che lo arrestino in modo che non possa più procurarsi la droga. Ben, intanto, compra da mangiare a Pons e lo lascia in macchina lasciando un foglio con il recapito telefonico di sua madre in modo che possano contattarla affinché si venga a prendere macchina e cane, poi si allontana intenzionato a suicidarsi con la dose datagli da Clayton. Holly lo trova poco dopo, steso per terra e pallido. Disperata, gli inietta nel naso la fiala datale dalla madre di Maggie e gli urla di tornare da lei facendogli la respirazione bocca a bocca. Ben sopravvive, e l'ultima scena vede madre e figlio guardarsi negli occhi.

## Produzione
Le riprese del film sono iniziate il 5 dicembre 2017.

## Promozione
Il primo teaser trailer del film viene diffuso il 24 agosto 2018.

## Distribuzione
La pellicola è stata presentata al Toronto International Film Festival l'8 settembre 2018 e distribuita nelle sale cinematografiche statunitensi a partire dal 7 dicembre 2018, mentre in quelle italiane dal 20 dicembre seguente.

## Riconoscimenti
- 2018 - Toronto International Film Festival
  - Candidatura per il premio del pubblico
- 2018 - Festa del Cinema di Roma[5]
  - Menzione Speciale della Giuria